# 桓仁滑蜥
桓仁滑蜥（学名：Scincella huanrenensis）为石龙子科滑蜥属的爬行动物，俗名金马蛇子，是中国的特有物种。分布于辽宁等地，采自海拔700米地区。该物种的模式产地在辽宁桓仁。
桓仁滑蜥亦分布在南韓境內